# Галленга, Антонио Карло Наполеоне
Антонио Карло Наполеоне Галленга (итал. Antonio Carlo Napoleone Gallenga; 4 ноября 1810, Парма — 17 декабря 1895, Лландого, Монмутшир) — итальянский писатель

, журналист, политик и педагог; профессор Лондонского университета. Печатался под псевдонимом «Луиджи Мариотти» (не путать с Мариотти, Луиджи).

## Биография
Антонио Галленга родился 4 ноября 1810 года в городе Парме. Учился в Университете родного города и ещё будучи студентом, сидел в тюрьме за свои политические взгляды. 
После подавления революционных движений 1830—1831 гг., которым он открыто симпатизировал, Галленга был вынужден оставить Италию. 
В 1836 году он эмигрировал в Новый Свет, остановившись сперва в Нью-Йорке, а затем в Бостоне; в Соединённых Штатах Америки Галленга преподавал итальянский язык как в частном порядке, так и в Школе Дэвида Мака для юных леди в Гарварде. 
В 1839 году Галленга перебрался в Англию, где работал журналистом и некоторое время был профессором итальянской литературы в Лондонском университете.
После начала революции 1848—1849 годов А. Галленга возвратился в Италию и принимал деятельное участие в политической жизни Пьемонта, принадлежа к партии умеренных либералов; заседал в сардинском, а затем в итальянском парламенте. 
В 1855 году Антонио Галленга издал «Историю Пьемонта», проникнутую негативным отношением к мадзинистам — сторонникам Джузеппе Мадзини. 
Галленга напечатал множество статей в английских, американских и итальянских журналах, некоторые из них — под псевдонимом «Луиджи Мариотти». 
Антонио Карло Наполеоне Галленга умер 17 декабря 1895 года в Монмутшире, куда он переехал жить в 1890 году со своей второй женой, ирландкой Энн Джонстон.